# Brachymeles muntingkamay
Brachymeles muntingkamay — вид сцинкоподібних ящірок родини сцинкових (Scincidae). Ендемік Філіппін.

## Поширення і екологія
Brachymeles muntingkamay мешкають в горах Сьєрра-Мадре на сході острова Лусон на півночі Філіппінського архіпелагу. Вони живуть в первинних і вторинних вологих тропічних лісах, серед пухкого ґрунту і гнилої деревини. Зустрічаються на висоті до 1450 м над рівнем моря.